# 아내 (1983년 영화)
《아내》는 1982년에 개봉한 대한민국의 영화이다.

## 캐스팅
- 한진희
- 유지인
- 김영애
- 강부자
- 유장현
- 강계식
- 한만근
- 김신명
- 서은영
- 홍경호